# John McAllister Schofield
John McAllister Schofield (Gerry, 29 de septiembre de 1831-San Agustín, 4 de marzo de 1906) fue un militar estadounidense que ocupó importantes mandos durante la guerra civil estadounidense. Posteriormente se desempeñó como Secretario de Guerra de los Estados Unidos y como comandante general del Ejército de los Estados Unidos.

## Biografía

### Primeros años
Nacido en el estado de Nueva York, asistió a varias escuelas, y trabajó como topógrafo y como maestro en Wisconsin. Se graduó en la Academia Militar de los Estados Unidos en 1853, sirviendo en artillería en el sur estadounidense entre 1854 y 1855. Fue ascendido a teniente segundo en agosto de 1853, y a teniente primero en agosto de 1855. Entre 1855 y 1869 fue profesor en la Academia Militar y. entre 1860 y 1861, en la Universidad Washington en San Luis.

### Guerra civil
Cuando estalló la Guerra de Secesión, se convirtió en un comandante del 1.° regimiento de voluntarios de la milicia de Misuri con el grado de general de brigada, en noviembre de 1861, ascendiendo a general mayor en noviembre de 1862. También dirigió el Ejército de la Frontera (1862-1863), la 3.° División del XIV Cuerpo en 1863, el cuerpo del ejército de Misuri hasta 1864, el cuerpo del ejército de Ohio y el cuerpo de Carolina del Norte (ambos en 1865). Comandó la invasión del estado de Georgia y las batallas de Kenesaw Mountain y Atlanta, sirviendo bajo William Tecumseh Sherman en la denominada «marcha hacia el mar». Posteriormente, comandó al XXIII cuerpo del ejército en las operaciones de Alabama-Tennessee, incluidas la batalla de Franklin y la batalla de Nashville. Además, se desempeñó como jefe de personal del general de división Nathaniel Lyon. Finalizó la guerra con el rango de mayor general del Ejército Regular.

### Años posteriores
Después de la guerra, el presidente Andrew Johnson lo envió a una misión diplomática especial a Francia, instando a la retirada de las tropas francesas que habían invadido México. A su regreso en 1868, comandó el Departamento del Potomac del Ejército.
Se desempeñó como secretario de guerra, del 1 de junio de 1868 al 13 de marzo de 1869, en la administración de Johnson y durante los primeros días de la presidencia de Ulysses S. Grant.
Fue nombrado general de división en marzo de 1869 y comandó el Departamento de Misuri de 1869 a 1870. Entre 1870 y 1876 dirigió la División del Pacífico, llevando a cabo una misión especial a las islas de Hawái en 1872-1873 para evaluar su valor militar para los Estados Unidos. Entre 1876 y 1881 fue superintendente de la Academia Militar de West Point, y posteriormente dirigió las Divisiones del Pacífico (1882-1883), Misuri (1883-1886) y el Atlántico (1886-1888).
Se desempeñó como comandante general del Ejército de los Estados Unidos, del 14 de agosto de 1888 al 29 de septiembre de 1895. En el cargo, propició aumentos en los salarios para los oficiales no comisionados, adelantó un plan para reducir las deserciones, inició informes de eficiencia sobre los oficiales y recomendó que se negara la promoción a los agentes incompetentes. Fue ascendido a teniente general en febrero de 1895 y pasó a retiro en septiembre de ese mismo año. Murió en San Agustín (Florida) el 4 de marzo de 1906.
En 1892 había sido condecorado con la Medalla de Honor.

## Publicaciones
- Forty-six Years in the Army (Nueva York, 1897).[3]